# Формула перемен
Формула перемен, или формула Глейчера — эмпирическая формула, описывающая модель для оценки сил, влияющих на успех или неудачу программы организационных изменений. Была разработана Дейвидом Глейчером в 1960-х годах, а затем опубликована Ричардом Бекхардом в 1980-х годах.

## D × V × F > R
Для успеха проводимых перемен должны присутствовать три фактора, такие как:
D — неудовлетворенность текущей ситуацией (англ. dissatisfaction);
V — видение будущего (англ. vision);
F — первые конкретные шаги, которые могут быть предприняты для реализации видения (англ. first steps).
Если произведение этих трёх факторов больше, чем
R — сопротивление изменениям (англ. resistance),
то изменения возможны. Так как D, V и F умножаются друг на друга, то если отсутствует один из факторов или его значение очень мало, то есть риск не преодолеть возникающее сопротивление.
Дефицит каждого из трёх элементов может быть охарактеризован следующим образом.
- Дефицит D: «Мы довольны тем, как в настоящее время обстоят дела».
- Дефицит V: «Хотя нас не очень устраивает, как сегодня идут дела, мы не имеем представления, как их улучшить».
- Дефицит F: «Мы знаем, чего мы хотим, но не знаем, как начать действовать».

Для того, чтобы изменения прошли успешно, необходимо использовать влияние и стратегическое мышление для того, чтобы создать видение и идентифицировать те самые важные первые шаги для его достижения. В дополнение, организация должна распознать и признать неудовлетворённость существующим положением дел путём коммуникации индустриальных трендов, идей лидеров, лучших практик и анализом конкурентов для того, чтобы идентифицировать потребность в изменениях.

## Оригинальная формула: C = (ABD) > X
Оригинальная формула в том виде, как она была создана Глейчером и опубликована Бекхардом и Харрисом, выглядела так:
C = (ABD) > X,
где C — это изменения, А — неудовлетворённость текущим положением дел, B — понимание будущего состояния, D — практические шаги для достижения желаемого состояния, а X — стоимость проводимых изменений.
Впоследствии стараниями Кетлин Даннемиллер формула была упрощена и немного видоизменена, для того, чтобы сделать её доступнее для консультантов и менеджеров.